# Čaňa
Čaňa é um município da Eslováquia, situado no distrito de Košice-okolie, na região de Košice. Tem 11,56 km² de área e sua população em 2018 foi estimada em 5.957 habitantes.

## Demografia
| Ano:        | 1994 | 2004    | 2014    | 2024   |
| ----------- | ---- | ------- | ------- | ------ |
| Broj ljudi: | 4347 | 5013    | 5750    | 6102   |
| Razlika:    |      | +15,32% | +14,70% | +6,12% |

| Ano:               | 2023 | 2024   |
| ------------------ | ---- | ------ |
| Número de pessoas: | 6051 | 6102   |
| Diferença:         |      | +0,84% |